# Boesemania microlepis
Boesemania microlepis es una especie de pez de la familia Sciaenidae en el orden de los Perciformes.

## Morfología
• Los machos pueden llegar alcanzar los 100 cm de longitud total y 18 kg de peso.

## Alimentación
Come crustáceos y peces pequeños

## Hábitat
Es un pez de clima tropical y bentopelágico.

## Distribución geográfica
Se encuentra en Asia: desde Tailandia hasta el Vietnam y Sumatra.

## Uso comercial
Se comercializa fresco.

## Observaciones
Es inofensivo para los humanos.